# قامة
القامة (بالإنجليزية: Fathom)‏وهي وحدة الطول المستخدمة في الولايات المتحدة، وتستخدم عادة لقياس أعماق المياه.
وفي الجزيرة العربية، القامة: هي وحدة قياس طول الآبار ومقدارها طول قامة الرجل واقفا، وهي المسافة ما بين قدم الرجل إلى أعلى هامته.

## القيم المعادلة للقامة
- المتر = 0،5468 قامة (القامة تعادل 1،8288 مترا)
- اليارد = 0،5 قامة (القامة = ياردتين)
- القدم = سدس القامة (القامة = 6 أقدام)
- القامة = 72 بوصة